# ریچارد رید
ریچارد رید (انگلیسی: Richard Reid؛ زادهٔ ۱۲ اوت ۱۹۷۳) تروریست اهل بریتانیا است
که بنام «بمب‌گذار کفش» (تروریست بمب در کفش) نیز شناخته می‌شود. او در سال ۲۰۰۱ در پروازی بر فراز اقیانوس اطلس تلاش کرد یک بمب کفشی خود را منفجر کند. پدر رید یک بزه‌کار حرفه‌ای بود. ریچارد پس از سال‌ها در زندان به‌خاطر بزه‌کاری‌های خرد مسلمان و بعداً رادیکال شد و به پاکستان و افغانستان رفت و در آنجا آموزش دید و به عضویت القاعده درآمد.
در ۲۲ دسامبر ۲۰۰۱، رید در حالی که کفش‌های مملو از مواد منفجره را پوشیده بود، سوار بر پرواز شماره ۶۳ خطوط هوایی آمریکا بین پاریس و میامی شد و کوشید که کفش‌ها را منفجر سازد. مسافران او را در داخل هواپیما که در فرودگاه بین‌المللی لوگان در بوستون، ایالات متحده؛ که نزدیکترین فرودگاه بود، فرود آمد و تحت کنترل خود درآوردند. او دستگیر، متهم و بازداشت شد. در سال ۲۰۰۲، رید در دادگاه فدرال ایالات متحده به هشت فقره جنایی فدرال تروریسم در تلاش برای نابودی یک هواپیمای تجاری در حال پرواز اعتراف کرد. او به سه حبس ابد به اضافه ۱۱۰ سال زندان بدون هرگونه آزادی مشروط محکوم شد و به ای‌دی‌اکس فلورنس، یک زندان فوق امنیتی در کلرادو منتقل شد.